# مركز إباء للأبحاث الزراعية
مركز إباء للأبحاث الزراعية كان مؤسسة بحثية مختصة بعلوم الزراعة والبيطرة، مقرها في أبي غريب في العراق. تأسس المركز عام 1994 بأمر من الرئيس العراقي آنذاك صدام حسين وكان عبد الإله حميد أول مدير عام للمركز.
كان المركز مرتبطا بمجلس الوزراء ثم بديوان الرئاسة، ألغي المركز في عام 2004 بعد غزو العراق وحولت مؤسساته إلى وزارة الزراعة وسمي مركزها بدائرة البحوث الزراعية.

## روابط خارجية
- إعادة إعمار وإحياء (مركز إباء للأبحاث الزراعية) مكسب وطني